# 252 км (блокпост)
Блокпост 252 км — залізничний блокпост Полтавської дирекції Південної залізниці на електрифікованій лінії Полтава — Кременчук між станціями Потоки (8 км) та Кременчук (8 км). Розташований у Кременчуцькому районі Полтавської області.

## Історія
Рік виникнення блокпосту невідомий, імовірно відкритий між 1948 та 1981 роками.

## Пасажирське сполучення
На Платформі 252 км зупиняються приміські поїзди сполученням Полтава — Кременчук.